# Chuyển động ném ngang

Ảnh động cho thấy, sau khi ném vật ngang đồng thời thả một vật khác rơi tự do, cả hai đều chạm đất cùng một lúc

Chuyển động ném ngang là một chuyển động có thể phân tích thành hai chuyển động thành phần theo hai trục tọa độ (gốc {\displaystyle O} tại vị trí ném, trục {\displaystyle Ox} hướng theo vectơ vận tốc đầu {\displaystyle {\vec {v_{0}}}}, trục {\displaystyle Oy} hướng theo vectơ trọng lực {\displaystyle {\vec {P}}}).

Xác định các thành phần liên quan

## Xác định các chuyển động thành phần
Chuyển động thành phần theo trục {\displaystyle Ox} là chuyển động thẳng đều với các phương trình:
{\displaystyle a_{x}=0}
{\displaystyle v_{x}=v_{0}}
{\displaystyle x=v_{0}t}
Chuyển động thành phần theo trục {\displaystyle Oy} là chuyển động rơi tự do với các phương trình:
{\displaystyle a_{y}=g}
{\displaystyle v_{y}=gt}
{\displaystyle y={\frac {1}{2}}gt^{2}}

## Xác định chuyển động của vật
Khi tổng hợp hai chuyển động thành phần, ta được chuyển động của vật:
- Quỹ đạo của chuyển động ném ngang có dạng nửa parabol.
- Phương trình quỹ đạo của vật: {\displaystyle y={\frac {g}{2v_{0}^{2}}}{x}^{2}}
- Thời gian chuyển động: {\displaystyle t={\sqrt {\frac {2h}{g}}}}
- Tầm ném xa: {\displaystyle L=x_{max}=v_{0}t=v_{0}{\sqrt {\frac {2h}{g}}}}
- Vận tốc của vật lúc chạm đất: {\displaystyle v={\sqrt {v_{0}^{2}+2gh}}} hoặc {\displaystyle v={\sqrt {v_{0}^{2}+(gt)^{2}}}}